# 제트 아시아 항공
제트 아시아 항공(영어: Jet Asia Airways, 태국어: สายการบินเจ็ทเอเซีย)은 태국의 항공사였으며 총 20개 노선을 취항했다. 본사는 태국 방콕에 위치했었으며 2009년에 설립했다. 또한 수완나품 공항을 허브 공항으로 사용했었다.

## 보유 기종
- 2015년 4월 기준으로 제트 아시아 항공은 다음과 같은 기종을 보유하고 있으며 평균 기령은 26.9년이다.[3][4][5]